# Рудњик (Кошице-околина)
Рудњик (слч. Rudník) насељено је мјесто са административним статусом сеоске општине (слч. obec) у округу Кошице-околина, у Кошичком крају, Словачка Република.

## Становништво
| Година:    | 1994. | 2004.    | 2014.   | 2024.   |
| ---------- | ----- | -------- | ------- | ------- |
| Број људи: | 675   | 607      | 605     | 624     |
| Разлика:   |       | -10,07 % | -0,32 % | +3,14 % |

| Година:    | 2023. | 2024.   |
| ---------- | ----- | ------- |
| Број људи: | 622   | 624     |
| Разлика:   |       | +0,32 % |

Према подацима о броју становника из 2011. године насеље је имало 620 становника.